# Royce da 5'9"
Ryan Montgomery (Detroit, Míchigan, 5 de julio de 1977) es un MC estadounidense conocido por el apodo de Royce da 5'9. Tiene en su discografía varios álbumes de estudio y numerosas cintas de mezclas.

## Inicios
Ryan Montgomery nació en Detroit, Míchigan y se trasladó a Oak Park, Míchigan, cuando tenía 10 años. Durante su etapa en el instituto adquirió el sobrenombre de "Royce"  porque acostumbraba a llevar una cadena con una R que tenía cierto parecido al símbolo de  Rolls Royce. Royce y su mejor amigo, Jah Da 5'9" (también conocido como June o June Bug), empezaron a rapear a los 18 años.
Royce firmó su primer contrato en 1998 con Tommy Boy Records, pero al poco tiempo abandona el sello debido a diferencias creativas. Firma por Game Recordings, un sello independiente que le ayuda a conseguir un contrato con Columbia Records. Columbia retrasó en varias ocasiones el lanzamiento de Rock City (álbum con el que debutaría Royce).
Cabe destacar que en 1999 Royce fue a México junto a Eminem para ser su apoyador en rimas en el Spring Break de MTV llevado a cabo en Cancún.

## Técnica
Royce da 5'9" se ha caracterizado por el ritmo exacto de dos o más de sus rimas, también se caracteriza por el ritmo de un ritmo proyectado a otro.

## Conflicto con D12, Eminem y 50 Cent
En el 2002, Royce da 5'9" llamó por teléfono a Eminem, para firmar un contrato con la discográfica Shady Records, pero como Eminem estaba muy ocupado por su trabajo en la película 8 Mile, se negó a que Royce da 5'9" firmara el contrato. Semanas después, el rapero 50 cent logró firmar un contrato con Shady Records, ofrecido personalmente por Eminem y D12; Royce da 5'9" recibió insultos de parte de todos los raperos de D12. Royce se lo tomó como una ofensa y desde entonces se ha dedicado a criticar a D12, Eminem y 50 cent. Esta enemistad continuó hasta la muerte de Proof el 11 de abril del 2006, tras la que Royce comenta "Se dijeron cosas que no se debieron decir solo por rabia. D-12 y Eminem son como mis hermanos". El beef entre D12 y Royce da 5'9 terminó, y Royce estuvo como invitado en el mixtape de D12 "Return of the Dozen Vol. 1"

## Cárcel
El 19 de septiembre del 2006, el rapero fue arrestado por conducir bajo los efectos del alcohol. Fue encarcelado en la prisión de Oakland County, en Pontiac, Míchigan. El 9 de enero del 2007, se reveló en la página de internet www.hiphopgame.com que el rapero ya estaba libre.

## Discografía
- 2002: Rock City
- 2002: Rock City (Version 2.0)
- 2004: Death is Certain
- 2005: Independent's Day
- 2007: Street Hop
- 2008: The Album
- 2011: Hell:The Sequel ft Eminem (Bad Meets Evil)
- 2011: Succes Is Certain

## Sencillos
| Año  | Sencillo                 | Posiciones en listas | Posiciones en listas             | Posiciones en listas | Posiciones en listas |
| ---- | ------------------------ | -------------------- | -------------------------------- | -------------------- | -------------------- |
| Año  | Sencillo                 | Billboard Hot 100    | Hot R&B/Hip-Hop Singles & Tracks | Hot Rap Singles      |                      |
| 2001 | "Boom"                   | -                    | -                                | #48                  |                      |
| 2001 | "You Can't Touch Me"     | -                    | #66                              | -                    |                      |
| 2002 | "Rock City (ft. Eminem)" | -                    | #99                              | -                    |                      |
| 2004 | "Hip Hop"                | -                    | #98                              | -                    |                      |